# 徳島大学病院
徳島大学病院（とくしまだいがくびょういん）は徳島県徳島市蔵本町にある、国立大学法人・徳島大学により運営される特定機能病院である。
隣接する徳島県立中央病院とは連絡ブリッジで接続されており、徳島市蔵本地区は徳島県における総合メディカルゾーンを形成している。2023年の患者数は、医科外来368,719名、歯科外来105,319名、医科入院198,179名、歯科入院4,140名である。

## 沿革
- 1943年（昭和18年）4月 - 徳島県立徳島医学専門学校附属病院が発足[1]
- 1945年（昭和20年）4月 - 徳島医学専門学校附属医院と改称[1]
- 1948年（昭和23年）2月 - 徳島医科大学附属病院と改称[1]
- 1949年（昭和24年）5月 - 徳島大学医学部附属病院と改称[1]
- 1979年（昭和54年）4月 - 歯学部附属病院設置[1]
- 2003年（平成15年）3月 - 医学部・歯学部附属病院設置[1]
- 2010年（平成22年）4月 - 徳島大学病院に名称変更[1]

## 診療科
内科
- 循環器内科
- 呼吸器・膠原病内科
- 消化器内科
- 腎臓内科
- 内分泌・代謝内科
- 血液内科
- 脳神経内科

外科
- 心臓血管外科
- 食道・乳腺甲状腺外科
- 呼吸器外科
- 泌尿器科
- 消化器・移植外科
- 小児外科・小児内視鏡外科

感覚・皮膚・運動機能科
- 眼科
- 耳鼻咽喉科・頭頸部外科
- 整形外科
- 皮膚科
- 形成外科・美容外科

脳・神経・精神科
- 脳神経外科
- 麻酔科
- 精神科神経科
- 心身症科

小児・周産・女性科
- 小児科
- 産科婦人科

放射線科
- 放射線診断科
- 放射線治療科

歯科
- 歯科（むし歯科）
- 歯科（歯周病科）
- 歯科（そしゃく科）
- 歯科（かみあわせ補綴科）
- 歯科（歯科放射線科）
- 矯正歯科
- 小児歯科
- 歯科口腔外科（口腔内科）
- 歯科口腔外科（口腔外科）
- 歯科口腔外科（歯科麻酔科）

## 医療機関の指定等
- 保険医療機関
- 救急告示医療機関
- 労災保険指定医療機関
- 指定自立支援医療機関（更生医療・育成医療・精神通院医療）
- 身体障害者福祉法指定医の配置されている医療機関
- 精神保健指定医の配置されている医療機関
- 生活保護法指定医療機関
- 結核指定医療機関
- 指定養育医療機関
- 戦傷病者特別援護法指定医療機関
- 原子爆弾被害者一般疾病医療取扱医療機関
- 第二種感染症指定医療機関
- 公害医療機関
- 母体保護法指定医の配置されている医療機関
- 特定機能病院
- 臨床研修指定病院
- がん診療連携拠点病院
- エイズ治療拠点病院[2]
- 肝疾患診療連携拠点病院[3]
- 特定疾患治療研究事業委託医療機関
- DPC対象病院
- 小児慢性特定疾患治療研究事業委託医療機関
- 総合周産期母子医療センター
- 不妊専門相談センター
- ISO9001
- ISO15189

## 病院内施設
- ローソン徳島大学病院店[4]
- タリーズコーヒー徳島大学病院店
- 天吉うどん
- 売店
- 果物店
- 理容・美容室
- 患者図書室リブロ
- 銀行ATM
  - 阿波銀行
  - 徳島大正銀行
  - 四国銀行
- 徳島大学病院内郵便局[5]

## 病院内パーキング
- 外来患者、一般（外来患者は料金割引サービスあり、その際駐車券に刻印を受ける必要がある）
- ドクターから症状、手術の説明などにより来院要請した家族
  - 24時間まで100円（診察科受付で駐車券に刻印を受ける必要がある）

## 不祥事
2014年12月11日、情報システム運営・保守を行う業者の選定をめぐってシステム運営会社「ダンテック」から現金54万円を受け取ったとして、元情報センター部長部長が収賄容疑で大阪地方検察庁特別捜査部に逮捕された。その後、次々と余罪が明らかになり、最終的には304万円余りが賄賂として認定された。2015年11月9日、元部長が大阪地方裁判所から懲役2年6月、執行猶予4年、追徴金304万4450円の判決を言い渡された。

## 交通アクセス

### 自動車
- 四国旅客鉄道（JR四国）徳島駅より車で約15分
- 徳島自動車道徳島インターチェンジ・藍住インターチェンジより車で約30分
- 高松自動車道・神戸淡路鳴門自動車道鳴門インターチェンジより車で約50分
- 徳島阿波おどり空港より車で約50分

### 公共交通機関
- JR徳島駅より徳島線蔵本駅下車徒歩5分。
- JR徳島駅バスターミナルより徳島市営バス1番乗り場と5番乗り場から「中央循環線」「上鮎喰行」「地蔵院行」「名東行」約20分、県立中央病院・徳島大学病院前または、総合メディカルゾーン(平日のみ)下車。
- JR徳島駅バスターミナルより徳島バス3番乗り場と4番乗り場から「石井・鴨島方面行」約20分、県立中央病院・徳島大学病院前または、総合メディカルゾーン下車。